# Що за опера, док?
«Що за опера, док?» (англ. What's Opera, Doc?) — короткометражний мальований мультфільм з мультсеріалу Веселі мелодії (англ. Merrie Melodies). Режисер — Чак Джонс. Стрічка займає 1 місце в списку 50 найвизначніших мультфільмів, закладеному в 1994 році істориком анімації Джеррі Беком. Мультфільм включений в національний реєстр фільмів в 1992 році (вперше доданий до реєстру мультиплікаційний фільм).

## Сюжет
Весь мультфільм являє собою музичну постановку (оперу).
Елмер Фадд в образі Зигфріда-вікінга представ перед глядачами у супроводі гуркоту грому й образами Тора. Він виявляє сліди кролика і вирушає вбити його. Окрім підкови, Елмер також озброєний чарівним шоломом, який керує блискавкою. Елмер знаходить Багза Банні і починає погоню за ним. Кролик переодягається в прекрасну діву Брунгільду, і Елмер відразу закохується в неї. «Брюнхільда» відповідає йому взаємністю, але в пориві пристрасних обіймів перука з кролика спадає, розлючений Елмер продовжує погоню. З допомогою свого шолома він руйнує скалю, в якій заховався Багз. Він знаходить бездиханне тіло кролика і починає жалкувати про скоєне. На щастя, Багз Банні виявляється живим.

## Ролі озвучували
- Мел Бланк — Багз Банні (Брунгільд)
- Артур Брайан — Елмер Фадд (Зигфрід)